# Budd RB Conestoga
El Budd RB-1 Conestoga fue un avión de carga de acero inoxidable bimotor diseñado para la Armada de los Estados Unidos durante la Segunda Guerra Mundial, por la Budd Company de Filadelfia, Pensilvania. Aunque no entró en servicio en un teatro operativo, sus pioneras innovaciones de diseño en los aviones de carga estadounidenses se incorporaron más tarde en los transportes de carga militares modernos.

## Diseño y desarrollo
La Segunda Guerra Mundial provocó una gran demanda de aviones de transporte militar en los Estados Unidos. Debido a los temores iniciales a la escasez de aluminio, el Departamento de Guerra exploró el uso de otros materiales para la construcción de aviones. Budd, desarrollador de la técnica de soldadura de choque para soldar acero inoxidable y constructor de vagones de tren, automóviles, autobuses, y chasis de camiones de acero inoxidable, contrató a un equipo de ingenieros aeronáuticos y trabajó con la Armada de los Estados Unidos para desarrollar un nuevo avión de transporte bimotor construido principalmente de acero inoxidable. La Armada estadounidense aceptó la propuesta del nuevo avión, y realizó un pedido de 200 unidades, que serían designadas RB-1. Las Fuerzas Aéreas del Ejército de los Estados Unidos (USAAF) siguieron sus pasos con una orden de 600 ejemplares, designados C-93.
El Conestoga era un monoplano de ala alta bimotor con tren de aterrizaje triciclo. La elevada cubierta de vuelo estaba contenida en una distintiva y casi hemisférica sección de morro. Sus dos motores radiales de 14 cilindros en dos filas refrigerados por aire Pratt & Whitney R-1830-92 de 890 kW (1200 hp), los mismos que equipaban al C-47, propulsaban hélices tripala de velocidad constante y completamente abanderables Hamilton Standard Hydromatic y proporcionaban un sistema eléctrico de 24 voltios. Mientras que el fuselaje era de acero inoxidable de poco grosor, solo una porción del ala fue realizada de este metal; la sección de fuga del ala y todas las superficies de control estaban recubiertas de tela. 

### Innovaciones

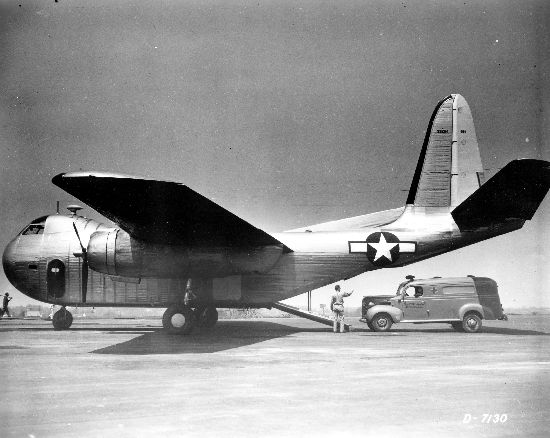
Un RB-1 muestra su rampa de carga.

El RB-1/C-93 fue radical en su época, introduciendo muchas de las características que son actualmente estándares en los transportes militares. La cubierta de vuelo podía acomodar a tres tripulantes, piloto y copiloto lado a lado, el navegante detrás de ellos. Mediante una escalera se conectaba la cubierta de vuelo con el área de carga, que  tenía 7,6 m de largo  con una  sección transversal sin obstáculos de 2,4x2,4 metros en toda su longitud. La carga y descarga podía realizarse de dos maneras: a través de unas puertas de 102x52 cm en ambos lados del fuselaje, o mediante una rampa operada eléctricamente de 3x2,4 m en el extremo trasero del área de carga, bajo la cola sobreelevada, un desarrollo similar al que había sido inicialmente instalado en el avión de transporte cuatrimotor alemán Ju 90 como su rampa Trapoklappe en 1939. La rampa de carga del RB-1, accesible mediante puertas de almeja operadas manualmente, junto con el tren de aterrizaje triciclo, hacían que la carga pudiera ser cargada o descargada a la altura de la caja de un camión. Una grúa operada manualmente de 907 kg para descargar camiones y un cabestrante de 450 kg para tirar de la carga por la rampa también estaban disponibles en el área de carga. El avión podía acomodar:  
- 24 paracaidistas, o
- 24 camillas y 16 heridos sentados, o
- 4354,49 kg de carga, o
- un camión de tonelada y media, o
- la mayor ambulancia usada por los militares estadounidenses.

## Historia operacional
El prototipo voló por primera vez desde la  el aeródromo de la fábrica Red Lion de Budd en Filadelfia, Pensilvania, el 31 de octubre de 1943, pilotado por Guy Miller. El prototipo tenía una carrera de despegue estando vacío de solo 200 metros, y podía llevar una carga máxima de 4700 kg con una carrera de despegue de 280 m. Sin embargo, el avión consumía combustible en mayor cantidad de lo esperado; el alcance con la carga útil estándar era de solo 1100 km, 1050 km con la máxima carga. Se construyeron tres aviones prototipos: NX37097, NX41810, y NC45354; uno fue usado para probar el equipo de radio, mientras que los otros dos fueron usados en evaluaciones de las pruebas de vuelo. Durante las pruebas, algunos aviones tuvieron dificultades con el despliegue simultáneo del tren de aterrizaje izquierdo y derecho. Con los mismos motores que el C- 47, pero 1400 kg más pesado (vacío), el avión estaba relativamente falto de potencia; parece ser que se dijo que para ser un avión construido por una compañía de trenes, se comportaba como tal. 
En la fábrica y aeropuerto de Budd en Filadelfia, Pensilvania, hubo retrasos en la construcción debido al incremento de costes y a problemas con la fabricación del acero inoxidable. A finales de 1943, la producción de aluminio se había incrementado con la construcción de nuevas instalaciones de procesado, y otros aviones de carga más convencionales (como el Curtiss C-46 Commando y en Douglas C-47 Skytrain) estaban siendo producidos en grandes cantidades. Esto provocó que el Ejército cancelara su orden de C-93 y que la Armada redujera su orden de RB-1 de 200 a 25 ejemplares, de los que 17 fueron entregados en marzo de 1944.
El 13 de abril de 1944, durante  un vuelo de evaluación del Naval Air Training Command (NATC) del prototipo RB-1 NX37097 de la Armada estadounidense en la Estación aeronaval del Río Patuxent, Maryland, el avión se estrelló, muriendo uno de los tripulantes. El avión resultó muy dañado y fue dado de baja, pero el piloto informó de que la construcción en acero inoxidable del avión contribuyó a salvar su vida.
Los aviones RB-1 de producción nunca entraron en servicio de escuadrón con la Armada, pero unos pocos fueron usados brevemente por las Estaciones Navales Aéreas como aviones utilitarios. Con solo 17 aviones en el inventario, el RB-1 no era factible de mantener en la lista activa, y fue retirado del servicio en la Armada estadounidense a principios de 1945. Los RB-1 existentes fueron más tarde transferidos a la Administración de Materiales de Guerra (WAA) para ser vendidos como excedentes de guerra. En 1945, la WAA vendió 12 Conestoga a la National Skyway Freight Corp por 28 642 dólares cada uno, en un momento en el que los C-47 nuevos se estaban vendiendo por aproximadamente 100 000 $ cada uno. La nueva compañía, fundada por los miembros de los AVG Tigres Voladores, vendió inmediatamente cuatro aviones RB-1 a otros compradores, que pagaron el contrato con la WAA entero.
Los siete aviones restantes de National Skyway fueron usados para transportar una variedad de cargas, embarcando fruta y muebles desde su base en Long Beach, California. Los pilotos informaron de que los transportes Budd eran temperamentales; en particular, los colectores de los escapes se desprendían y causaban fuegos de motor. Hubo tres accidentes más de Conestoga mientras estuvieron en servicio con National Skyway Freight, en Virginia, Nuevo México y Míchigan. El accidente en Virginia fue un aterrizaje sobre la panza sobre un club de campo, provocado por quedarse sin combustible después de sufrir problemas relacionados con el mal tiempo. El accidente de Alburquerque, Nuevo México, fue debido a una corriente descendente durante una tormenta de nieve, a 130 km de Alburquerque. El piloto y el copiloto murieron al salir despedidos a través del parabrisas y el avión deslizarse sobre ellos; el ingeniero de vuelo sobrevivió.
En 1947, el Ejército estadounidense (y más tarde la Fuerza Aérea) concedió a National Skyway Freight un gran contrato para el transporte transpacífico, para el que alquilaban aviones militares. La compañía cambió su nombre a Flying Tiger y reemplazó los RB-1 por C-47 para sus rutas de carga estadounidenses; los RB-1 fueron vendidos a otros compradores. Uno de estos aviones, un prototipo RB-1, NC45354, fue vendido a la Tucker Motor Company para transportar su Tucker Sedan de 1948 de demostración a las ferias de automóviles en los Estados Unidos; según informes, más tarde fue abandonado en un aeropuerto en Oakland, California, tras repetidos problemas mecánicos.

### Brasil
La VASD (Viação Aérea Santos Dumont) nació el 18 de enero de 1944. Comenzó con la compra de dos Catalina y un Budd Conestoga, todos de la anterior Corporación de desarrollo Rubber. El Budd RB-1 Conestoga tenía la inscripción PP-SDC "Tio Sam". Resultó dañado en un aterrizaje de emergencia en Campo dos Afonsos el 4 de enero de 1947,  aterrizando con una pata del tren recogida, declarado no recuperable y luego desguazado. 

## Variantes
RB-1 Conestoga
Transporte de carga bimotor, 20 construidos.
C-93
Designación dada por las USAAF al RB-1, orden de producción cancelada por 600 unidades.

## Operadores
Estados Unidos
- Armada de los Estados Unidos

## Supervivientes

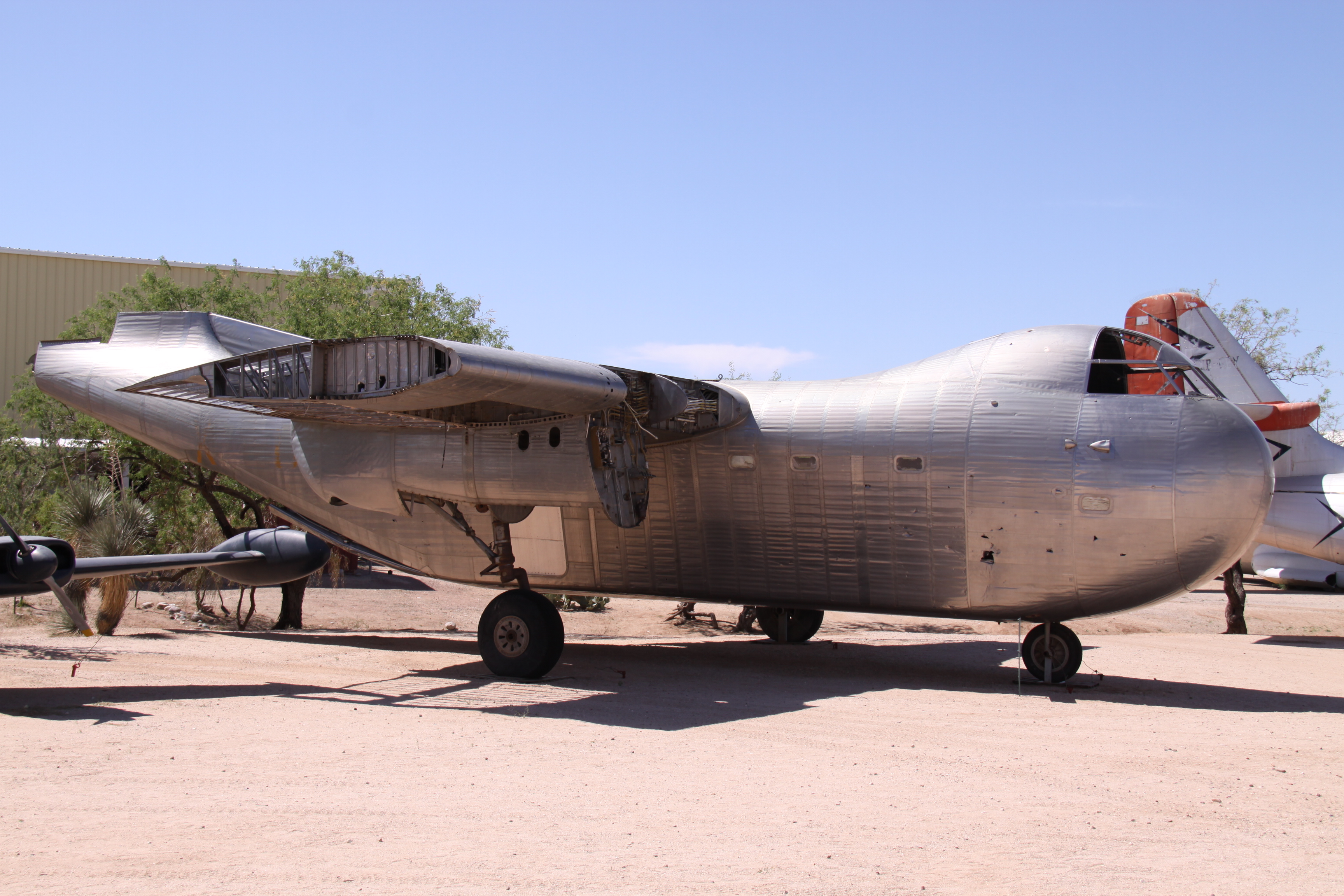
RB-1 en el Pima Air Museum.

Existe un único Budd RB-1 sin restaurar en exhibición en el Pima Air & Space Museum en Tucson, Arizona.

## Especificaciones (RB-1)

### Características generales
- Tripulación: Dos (piloto y copiloto)
- Capacidad: 24 pasajeros
- Longitud: 20,7 m (68 ft)
- Envergadura: 30,5 m (100 ft)
- Altura: 9,7 m (31,8 ft)
- Superficie alar: 130,1 m² (1400 ft²)
- Peso vacío: 9143 kg (20 151,2 lb)
- Peso cargado: 15 359 kg (33 851,2 lb)
- Planta motriz: 2× motor radial de 14 cilindros en dos filas refrigerado por aire Pratt & Whitney R-1830-92.
  - Potencia: cada uno.

### Rendimiento
- Velocidad máxima operativa (Vno): 317 km/h (197 MPH; 171 kt)
- Velocidad crucero (Vc): 266 km/h (165 MPH; 144 kt)
- Velocidad de entrada en pérdida (Vs): 90,1 km/h (56 MPH; 49 kt)
- Alcance: 1127 km (609 nmi; 700 mi)

## Aeronaves relacionadas

### Desarrollos relacionados
- Curtiss-Wright C-76 Caravan

### Secuencias de designación
- Secuencia R_B (Aviones de Transporte de la Armada estadounidense, 1931-1962 (Budd, 1942-1944)): RB
- Secuencia C-_ (Aviones de Carga del USAAC/USAAF/USAF, 1924-1962): ← C-90 - C-91 - C-92 - C-93 - C-94 - C-95 - C-96 →

## Citas
1. ↑  La compañía perdió un RB-1 en su vuelo inicial en un accidente en Fort Worth, Texas; fue vendido por 500 dólares y usado como puesto de hamburguesas.[5]
2. ↑  El accidente de Míchigan ocurrió cuando un RB-1 de National Skyway fue forzado a realizar un aterrizaje sobre la panza en un cementerio de Detroit. No hubo víctimas, pero el copiloto había tenido suficiente; se esfumó en la noche y nunca más se supo de él.